# 스크린샷

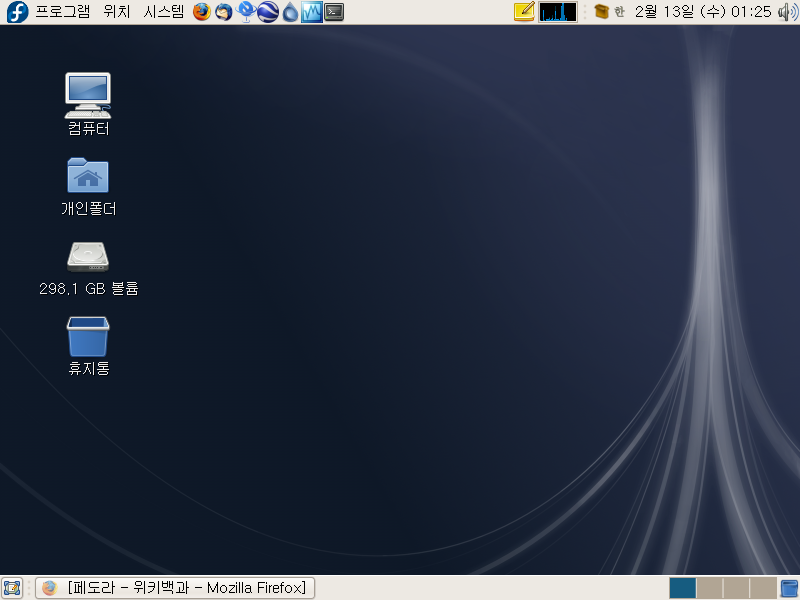
그놈 바탕 화면의 스크린샷.

스크린샷(영어: screenshot, 외래어 표기법에 따르면 '스크린숏')은 컴퓨터 모니터 또는 스마트폰 등 전자기기 화면에 보이는 그대로를 찍은 출력 사진을 말한다. "화면 캡처"(문화어: 화면얻기) 또는 줄여서 "스샷"이라고도 불리며 화면갈무리라고도 한다. 대개 컴퓨터 장치에서 실행하고 있는 운영 체제나 소프트웨어로 화면을 포착해 저장한 디지털 이미지를 가리키는 말이지만 스마트폰이나 사진기, 컴퓨터 영상 출력 장치를 통해 캡처한 것을 가리키기도 한다.
스크린샷, 스크린 덤프, 스크린 캡처라는 말은 보통 같은 뜻으로 쓰이지만 차이가 있으니 구분해야 한다.
- 스크린샷: 전체 화면을 일반 비트맵 이미지 형식(BMP, PNG, JPEG 등)으로 출력한다.
- 스크린 덤프:디스플레이 시스템은 내부적인 요청에서 사용되는 것을 덤프(dump)한다. (이를테면 X11의 경우 XWD X 윈도 덤프 이미지 데이터를, OS X의 경우 PDF를) 맥 OS X 10.4의 경우 그림은 더 이상 PDF로 저장되지 않고 PNG로 저장된다.
- 스크린 캡처: 일정 기간 동안 화면을 비디오 형식의 파일로 저장한다. (비디오 캡처도 참조할 것)

## 역사
스크린샷은 비디오 게임의 소개, 판촉을 위해 1970년대 이후부터 사용되어 왔다. 게임을 즐기는 많은 사람들은 자신이 게임을 즐길 때의 모습을 마음에 그릴 수 있게 되었다. 1980년 쯤에 마이크로컴퓨터의 스크린샷을 인쇄하는 것을 하드 카피(hard copy)라고 불렀으나, 지금은 이 용어를 출력물이라는 뜻으로 사용한다.
스크린샷이 보급되기 전에는 게임 프로그램의 품질을 판단할 때 제공된 설명을 참고하는 수밖에 없었다. 그러나 실제로 프로그램 안에는 낮은 해상도를 제공하는 플랫폼의 소프트웨어가 들어 있음에도 불구하고 제품 설명에다가는 보다 정밀한 상위 기종의 그림을 이용하는 등 판단이 쉽지 않게 해 놓는 경우도 있었다. 이를테면 코만도어64의 게임 소프트웨어 스크린샷으로 상위 기종인 코만도어아미가 버전의 그림을 이용하는 경우가 있었다. 이에 대해 소비자로부터 불평이 빗발지차 제조사 측에서 어느 쪽 버전의 그림인지 명시하기 시작하였다.
1990년대가 되면서, 게임기의 연산에 의해 그려지는 영상 대신 미리 만들어진 동영상이 이벤트 장면으로 사용되는데, 이 영상을 이용해 마치 게임 플레이의 스크린샷과 같은 형태로 소개되는 경우도 있어 소비자를 현혹시키기도 하였다. 이것도 소비자들로부터 불평을 불러일으켰기 때문에 "실제 게임 플레이 화면(Actual in-game play)"이라는 구문과 리뷰 사진을 따로 추가하게 되었다.
오늘날, 게임뿐 아니라 여러 응용 프로그램의 다운로드 사이트에도 그래픽 스크린샷이 이용되어 구입할 때 판단 요건이 되고 있다.

## 인터넷 사용
인터넷 사용자 문화에서 동영상과 텔레비전 쇼를 팬 아트의 창작물로 사용하는 것이 인기가 있으며 주로 이러한 제목에 대한 인터넷 포럼, MSN 메신저, 라이브저널의 아이콘으로 사용된다. 웹사이트와 다양한 모임은 이러한 스크린샷을 제공하기 위해 설립된다.

## 운영 체제별 스크린샷 제작

### OS X
OS X에서 아래의 단축키를 사용하여 바탕 화면에 저장할 수 있지만, Control 키와 함께 사용하면 그림은 클립보드로 대신 복사된다. 아래의 단축키는 맥 OS 클래식에서도 동작한다.
- 전체 화면 캡처: ⌘ Cmd+⇧ Shift+3
- 화면의 선택 영역 캡처: ⌘ Cmd+⇧ Shift+4, 또는 창 선택 후 Space

스크린샷을 찍기 위해 그랩을 사용할 수 있다.
"screencapture"라는 이름의 셸 유틸리티(/usr/sbin/screencapture에 위치)는 터미널 응용 프로그램이나 셸 스크립트에서 스크린샷을 캡처하여 파일로 저장할 수 있는 기능을 제공한다. 스크린샷의 파일 형식을 고를 수 있고 캡처 방식, 소리 재생 방식 등 다양한 옵션이 주어진다. 이 유틸리티는 OS X 개발자 도구가 설치되었을 때에만 이용할 수 있다.

### 마이크로소프트 윈도우
윈도우에서 기본적으로 아래의 키를 사용하면 스크린샷은 마우스 포인터를 포함하지 않은 채 클립보드로 저장된다.
- 전체 화면 캡처: Print Screen
- 사용 중인 창 캡처: Alt+Print Screen

윈도우는 스크린샷을 그림 파일로 저장해 주지 않기 때문에 사용자는 이러한 그림을 별도의 그림 프로그램(이를테면 마이크로소프트 그림판)을 사용하여 저장할 수 있다. 그러나 멀티플레이어 온라인 게임과 같은 일부 프로그램들은 자동으로 스크린샷을 특정한 폴더로 저장한다. 윈도우 XP의 경우 도스 창의 전체 화면의 스크린샷을 별도의 소프트웨어 없이 캡처할 수 없다. 윈도우 8부터는 ⊞ Win+Print Screen으로 스크린샷을 사진 폴더 아래의 스크린샷 폴더에 바로 저장할 수 있으며, 클립보드에도 저장된다.
하드웨어 오버레이 비디오 렌더러를 사용하는 프로그램의 영상물은 위의 설명대로 하여도 캡처되지 않는다.
윈도우 비스타, 윈도우 7은 캡처 도구라는 유틸리티를 제공한다. 사실 이 프로그램은 윈도우 XP 태블릿 PC 에디션에서 첫 선을 보였다. 스크린 캡처 도구로서 창, 사각 영역, 자유 영역의 스크린샷을 캡처할 수 있게 도와 준다. 이 프로그램은 그림 파일뿐 아니라 HTML 페이지, 전자 우편 등으로 보낼 수 있는 기능 또한 포함하고 있다.
프로그래밍 접근의 경우, 응용 프로그램 개발자들은 GDI, 다이렉트엑스, 윈도우 미디어 인코더 API를 사용하여 화면을 캡처할 수 있다.

### X 윈도 시스템
X 윈도 시스템 자체가 데스크톱 환경이 아니고 프로그램의 매우 기본적인 속성들만 포함하고 있기 때문에, 스크린샷을 캡처하는 방식은 플랫폼에 따라 매우 다르다. xwd(1)가 X 윈도 시스템에서 처리하는 가장 표준적인 방법인 반면, 대부분의 사람들은 편의를 위해 다른 별도의 유틸리티를 사용하여 작업을 수행한다.
- xwd
- KSnapshot - K 데스크톱 환경에서의 기본 화면 캡처 유틸리티
- gnome-screenshot - 그놈의 기본 화면 캡처 유틸리티

### 비디오 화면 캡처
어떠한 주요 운영 체제에서도 화면을 동영상으로 기록하는 내장 프로그램을 기본으로 제공하지 않는다.(사용자가 어떻게 마우스를 움직이고 아이콘을 클릭하여 텍스트를 입력하는 등을 동영상으로 녹화하는 것) 그러나 별도의 유틸리티를 사용하면 이러한 문제를 해결할 수 있다.

## 공통 기술 문제

### 하드웨어 오버레이
게임과 미디어 플레이어를 스크린샷으로 찍으려고 하면 아무것도 없는 사각형의 그림만 캡처되고 실패할 수도 있다. 그 까닭은 그래픽이 일반 화면을 통과한 뒤 그래픽 카드와 같은 빠른 속도의 그래픽 처리 장치(하드웨어 오버레이)로 이동하기 때문이다. DVD 플레이어의 경우 별도의 오버레이 계층을 사용하기 때문에 화면을 캡처할 수 없다.
한 가지 해결 방법으로는 하드웨어 오버레이를 끄는 것이다. 많은 컴퓨터가 하드웨어 오버레이 기능을 사용하지 않기 때문에 대부분의 프로그램은 하드웨어 오버레이를 끄지 않고 캡처할 수 있다. 윈도우 XP의 경우, 디스플레이 속성 메뉴의 "고급"→"문제 해결"→하드웨어 가속 슬라이더를 "없음"으로 옮김으로써 이를 해결할 수 있지만 가속이 되지 않기 때문에 속도가 느려진다.
윈도우 비스타의 경우 윈도우 에어로가 별도의 오버레이 방식을 사용하고 있으며, 윈도 에어로가 꺼져 있지 않은 상태라면 무조건적으로 캡처 기능을 사용할 수 있다. 물론 윈도 에어로가 꺼져 있더라도 하드웨어 오버레이 방식을 사용하지 않는 경우에는 캡처 기능을 사용할 수 있다.

### 화면 녹화
화면 녹화 기능은 발표, 지시 등을 할 때 시간을 줄이기 위해 사용한다. 그러나 동영상이라는 특성 상 파일의 크기는 커지게 된다.
영상 녹화의 공통 문제는 중간에 움직임을 생략할 수 있고 부드러운 처리가 사라지면서 프레임 레이트가 떨어질 수 있다. 현재의 PC는 보통 가장 사람 눈에 자연스럽게 보인다는 초당 30 프레임의 캡처 기능을 완전히 수행하는 것은 쉽지 않을 수도 있다. 그러나 많은 경우 높은 프레임 레이트는 필요가 없기 때문에 일부 녹화 프로그램에서는 프레임 레이트를 낮춰서 동영상을 캡처하기도 한다.
녹화된 화면을 재생하는 경우에는 녹화할 때보다 CPU를 상당히 낮게 점유하기 때문에 초당 30 프레임을 구현하는 것이 보통 그리 문제가 되지 않는다. 물론 화면 해상도, 처리 요구 사항 등의 여러 요인에 따라 이러한 상황은 언제든지 변할 수 있다.

## 저작권 문제
스크린샷을 찍어서 사람들에게 공개적으로 공개하는 경우 그 프로그램과 콘텐츠의 저작권을 침해할 가능성이 있기 때문에 주의해야 한다. 저작권과 관계 없이, 스크린샷은 미국과 일부 국가에서의 공정 이용의 원칙에 따라 합법적으로 이용이 가능하다. 이것은 The Trusted Computing Group(세계 규모의 컴퓨터 사업자 단체)에서도 정의하고 있는 부분 가운데 하나이다.

## 같이 보기
- 스크린캐스트
  - 스크린캐스팅 소프트웨어 비교(영어판)
- 비디오 캡처
- 미러캐스트
- 스크린샷 맵
- 썸샷